# Bunga Melur (Deleng Pokhkisen)
Bunga Melur is een bestuurslaag in het regentschap Aceh Tenggara van de provincie Atjeh, Indonesië. Bunga Melur telt 446 inwoners (volkstelling 2010).